# Frank Schreiner
Francis Louis Schreiner, detto Frank (St. Louis, 24 marzo 1879 – Chicago, 6 luglio 1937), è stato un pallanuotista statunitense, vincitore di una medaglia di bronzo all'olimpiade di St. Louis 1904.

## Carriera
Partecipò al torneo di pallanuoto dei Giochi della III Olimpiade nel 1904 a St. Louis tra le file del Missouri Athletic Club; la sua squadra fu battuta per 5-0 al primo turno dal New York Athletic Club, piazzandosi sul terzo gradino del podio.

## Palmarès
- Bronzo ai Giochi olimpici di Saint Louis 1904